# Tekosaari (ö i Egentliga Tavastland)
Tekosaari är en ö i Finland. Den ligger i sjön Vanajavesi och i kommunen Tavastehus i den ekonomiska regionen  Tavastehus ekonomiska region  och landskapet Egentliga Tavastland, i den södra delen av landet, 100 km norr om huvudstaden Helsingfors. Öns area är 0,1 hektar och dess största längd är 50 meter i sydväst-nordöstlig riktning.